# دختر چهل‌تکه شهر آز
دختر چهل‌تکه شهر آز (انگلیسی: The Patchwork Girl of Oz) یک داستان کودکان به قلم ال. فرانک بام است که در سال ۱۹۱۳ منتشر شد. تصاویر این کتاب را جان آر. نیل کشیده‌است.